# Carpophage brillant
Ducula chalconota
Espèce
Statut de conservation UICN

 LC  : Préoccupation mineure
Le Carpophage brillant (Ducula chalconota (Salvadori, 1874)) est une espèce d'oiseau appartenant à la famille  des  Columbidae.

## Description
Cet oiseau mesure 37 à 39 cm de longueur pour une masse de 615 g environ.
La tête et le cou sont gris bleu foncé. La gorge est brun rose. Les parties supérieures sont vert émeraude à bronze avec une zone rouge pourpre métallique sur le manteau, le dos et le croupion : les reflets métalliques sont moins nets chez la femelle que chez le mâle. Le ventre et les flancs sont châtain foncé, les sous-caudales châtain clair. La queue est noir bleuâtre avec une bande terminale gris foncé. Les iris sont rouge foncé, tout comme la base du bec noir. Les pattes sont pourpres.

## Répartition
Cet oiseau vit en Nouvelle-Guinée.

## Habitat
Cette espèce peuple la canopée inférieure des forêts intérieures entre 1 400 et 2 500 m d'altitude.

## Alimentation
Cet oiseau se nourrit, seul ou en couple, de figues et d'autres gros fruits.

## Sous-espèces
D'après Alan P. Peterson, cet oiseau est représenté par deux sous-espèces :
- Ducula chalconota chalconota (Salvadori, 1874) ;
- Ducula chalconota smaragadina Mayr, 1931 légèrement plus grand et arborant moins de reflets rouge pourpre sur le manteau, le dos et le croupion.

### Sources
- del Hoyo J., Elliott A. & Sargatal J. (1997) Handbook of the Birds of the World, Volume 4, Sandgrouse to Cuckoos. BirdLife International, Lynx Edicions, Barcelona, 679 p.
- Prin J. & G. (1997) Encyclopédie des Colombidés. Editions Prin, Ingré, 551 p.